# Сен-Бертран-де-Комменж
Сен-Бертра́н-де-Комме́нж (фр. Saint-Bertrand-de-Comminges, окс. Sent Bertran de Comenge) — коммуна во Франции, в кантоне Барбазан округа Сен-Годенс, департамент Верхняя Гаронна, Окситания. Входит в список «Самых красивых деревень Франции».
Код INSEE коммуны — 31472.

## История
В 39 году н. э. Ирод Антипа со своей женой Иродиадой был сослан в Лугдунум Конвенарум в Галлии (современный Сен-Бертран-де-Комменж).
В VI—XVIII веках в Комменже располагалась резиденция епископа Комменжа (ныне территория епархии входит в архиепархию Тулузы). Епископами здесь были святой Африк, святой Бертран из Комменжа (в честь которого названа коммуна), папа Климент V и другие церковные деятели.

## География

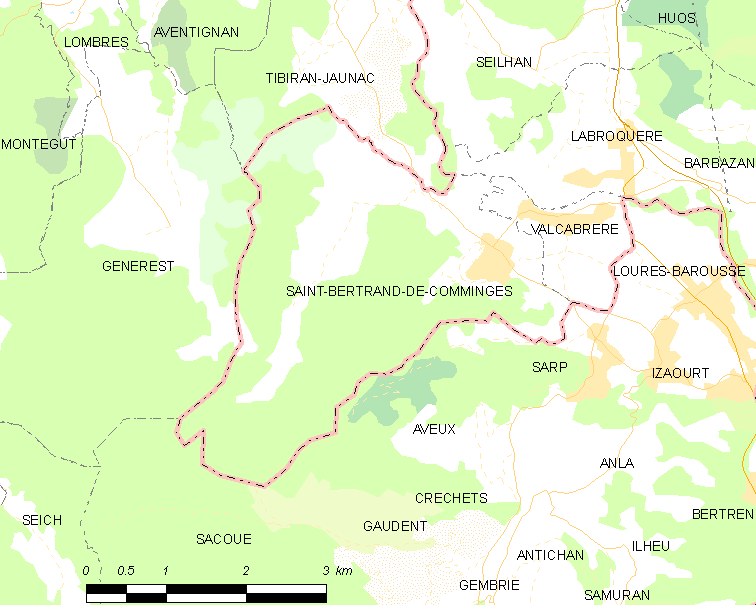
Карта коммуны

Коммуна расположена приблизительно в 670 км к югу от Парижа, в 100 км к юго-западу от Тулузы.

### Климат
Климат умеренно-океанический. Зима мягкая и снежная, весна характеризуется сильными дождями и грозами, лето сухое и жаркое, осень солнечная. Преобладают сильные юго-восточные и северо-западные ветры.

## Население
Население коммуны на 2010 год составляло 256 человек.
| 1962 | 1968 | 1975 | 1982 | 1990 | 1999 | 2010 |
| ---- | ---- | ---- | ---- | ---- | ---- | ---- |
| 324  | 317  | 251  | 228  | 217  | 237  | 256  |

## Мэры коммуны
- 1995—2014 — Мишель Моль
- 2014—2020 — Мари-Клер Юшан-Дельпорт

## Экономика
В 2010 году среди 169 человек трудоспособного возраста (15—64 лет) 121 были экономически активными, 48 — неактивными (показатель активности — 71,6 %, в 1999 году было 70,1 %). Из 121 активных жителей работали 111 человек (57 мужчин и 54 женщины), безработных было 10 (4 мужчины и 6 женщин). Среди 48 неактивных 9 человек были учениками или студентами, 25 — пенсионерами, 14 были неактивными по другим причинам.

## Достопримечательности
- Кафедральный собор Нотр-Дам (XI—XII века). Исторический памятник с 1840 года[6]
- Городские ворота. Исторический памятник с 1927 года[7]
- Галло-римские земляные оборонительные валы. Исторический памятник с 1956 года[8]
- Руины галло-римских сооружений (форум, термы). Исторический памятник с 1946 года[9]
- Римский военный лагерь (III век). Исторический памятник с 1996 года[10]
- Пояс укреплений вокруг верхнего города (IV—V века). Исторический памятник с 1998 года[11]
- Башня (XV век). Исторический памятник с 1927 года[12]

## Фотогалерея

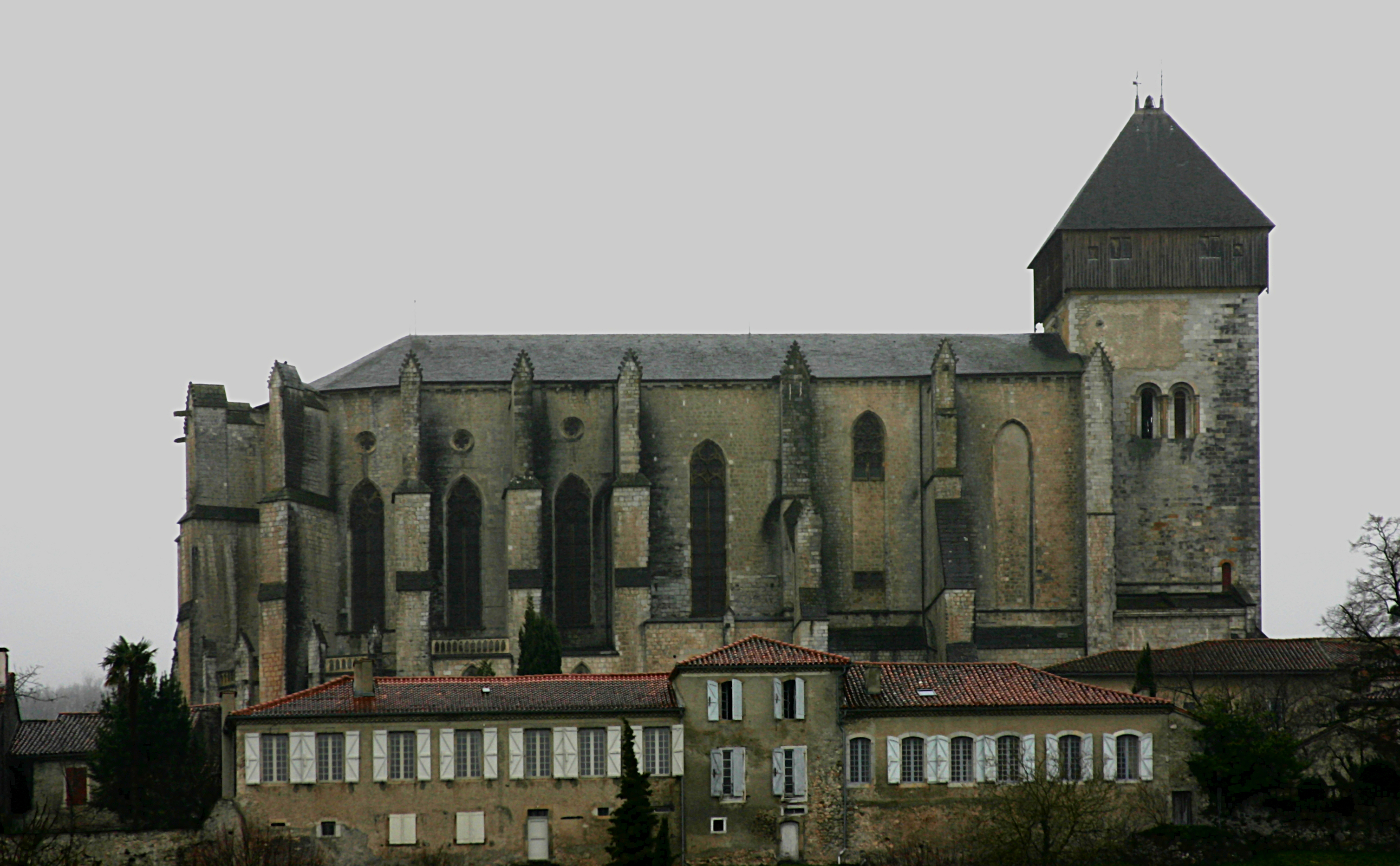
Кафедральный собор Нотр-Дам
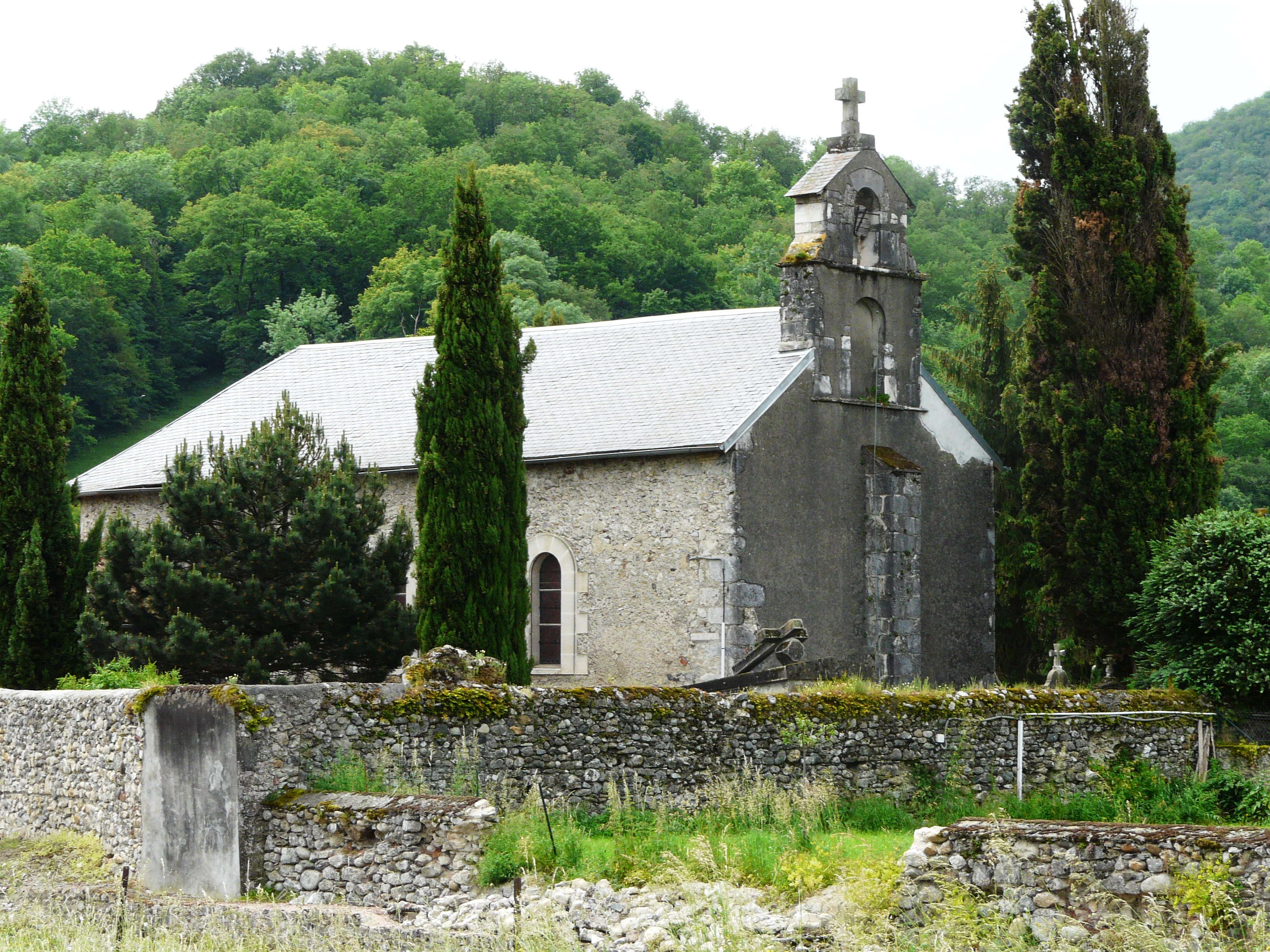
Часовня Св. Иулиана
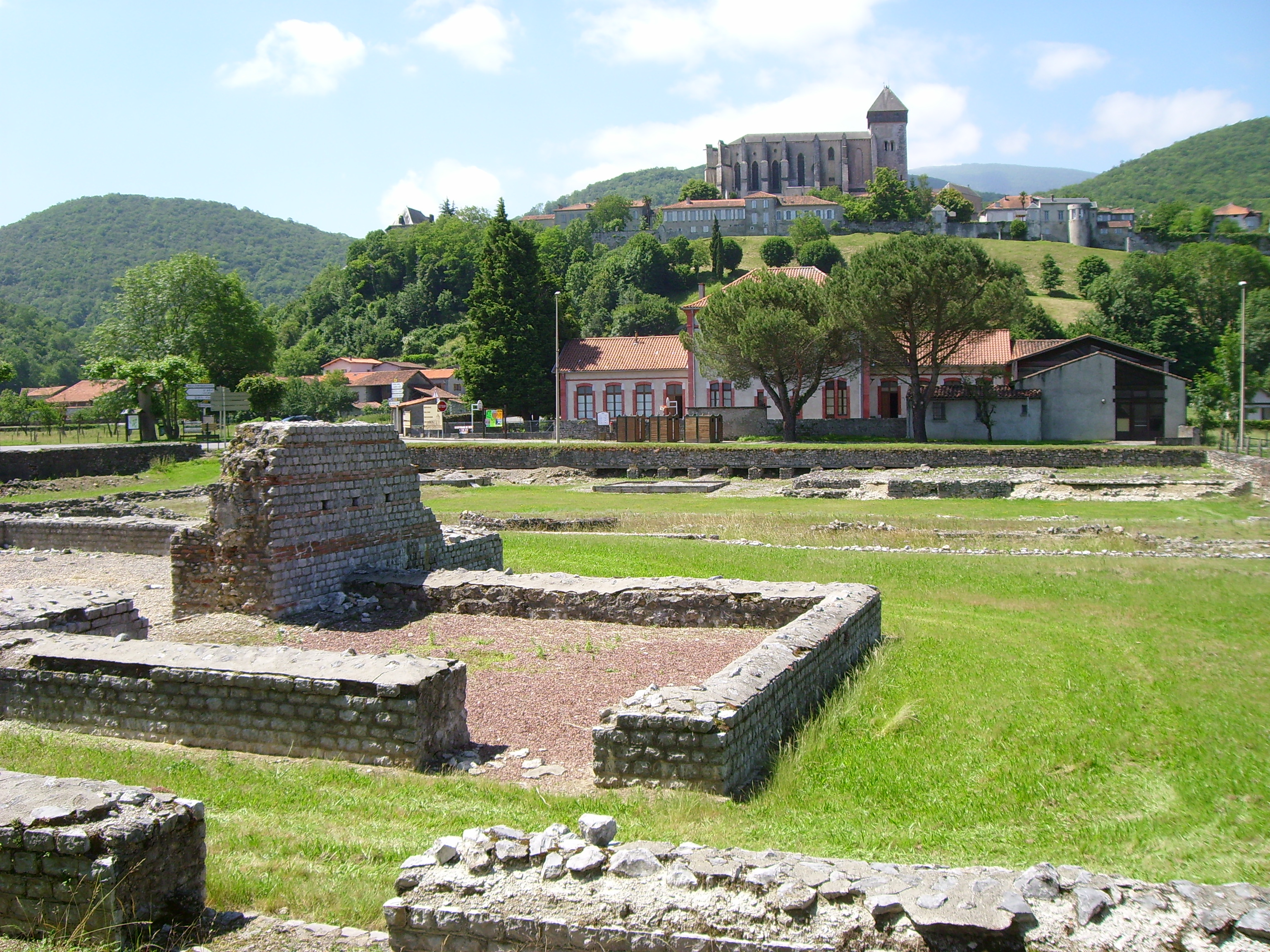
Руины галло-римских сооружений
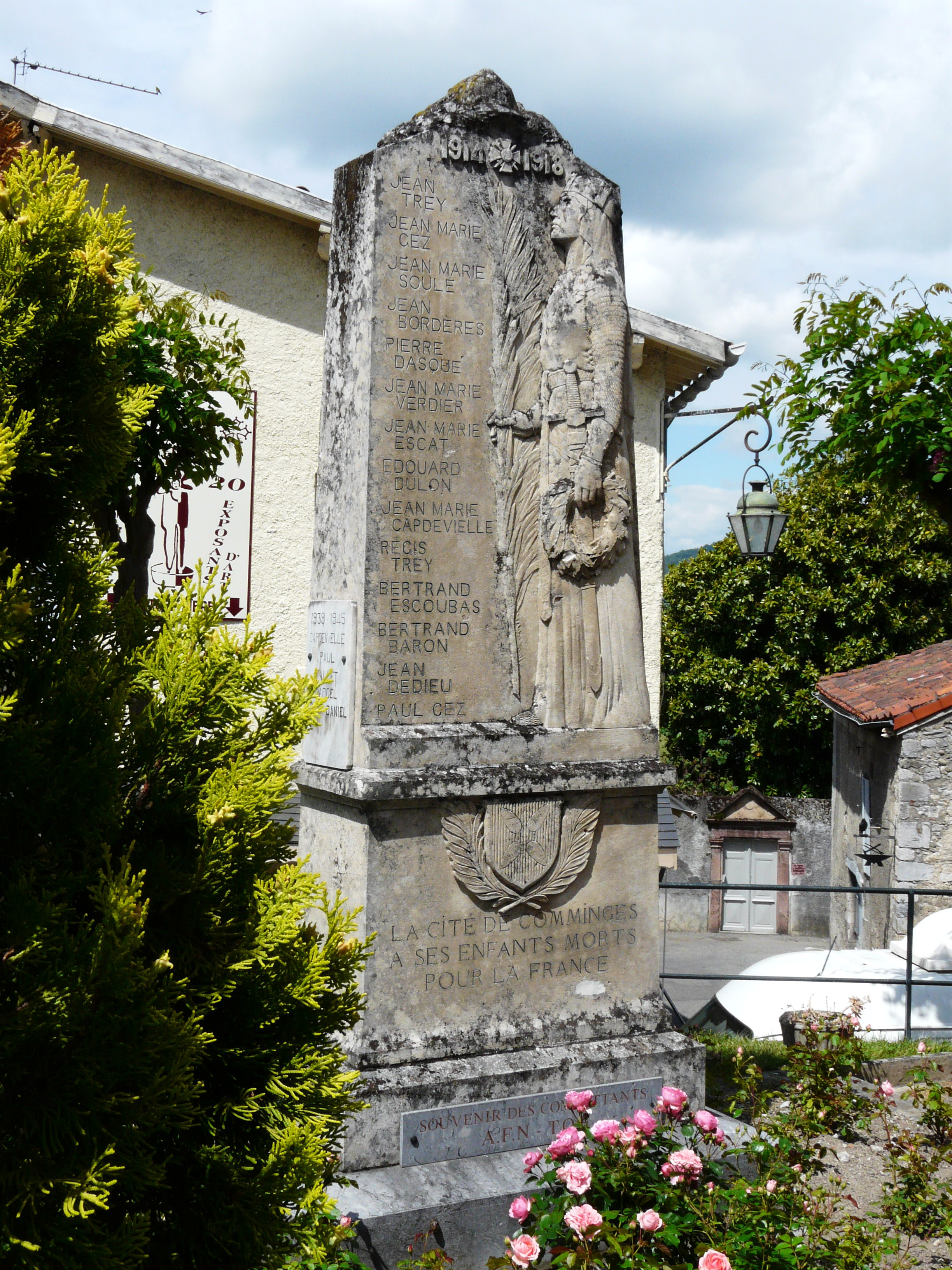
Военный мемориал
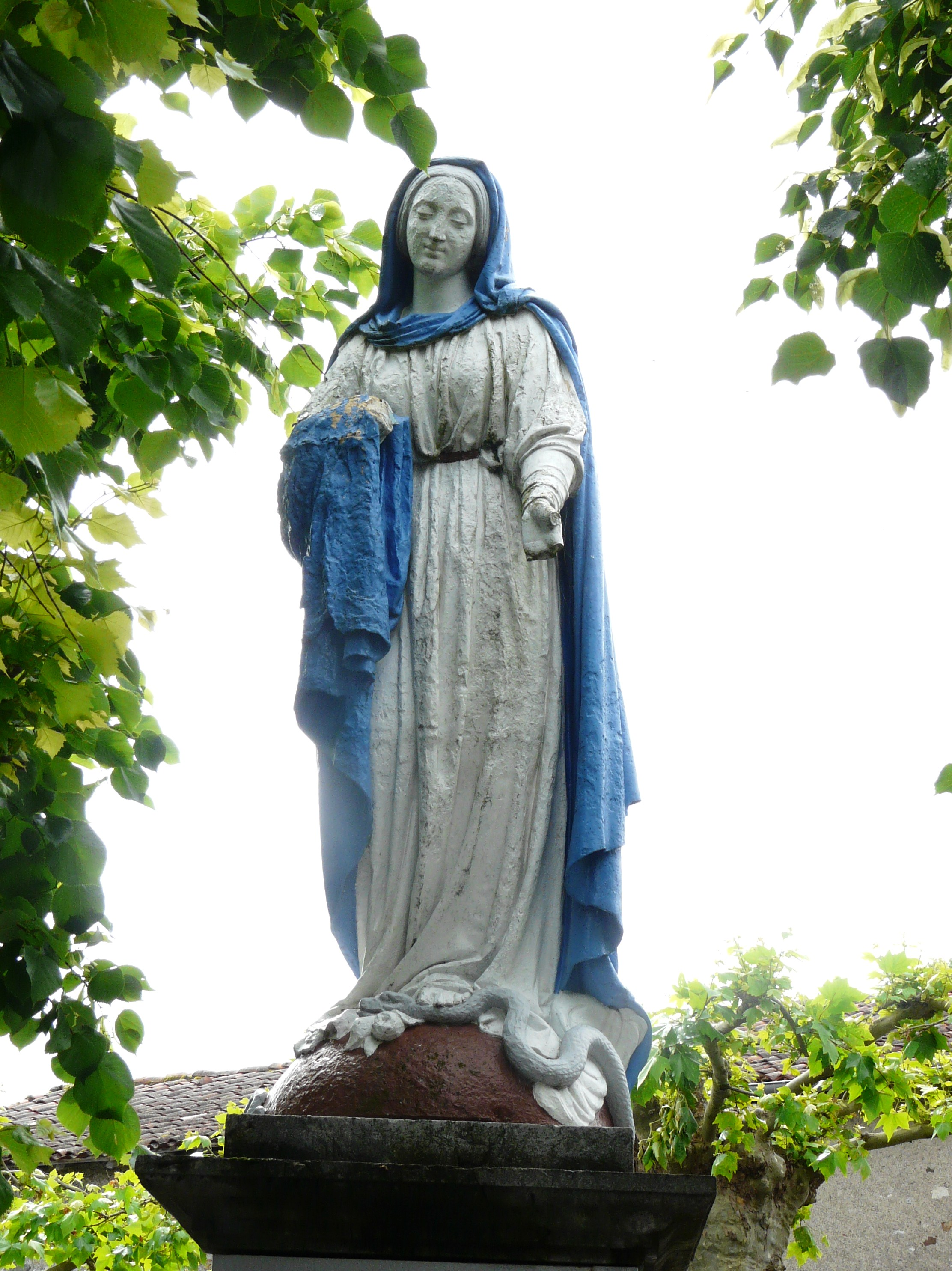
Статуя Богоматери